# Рушанде (Паре-Сар)
Рушанде (перс. روشنده) — село в Ірані, у дегестані Їлакі-є-Арде, у бахші Паре-Сар, шагрестані Резваншагр остану Ґілян. За даними перепису 2006 року, його населення становило 310 осіб, що проживали у складі 79 сімей.

## Клімат
Середня річна температура становить 12,05°C, середня максимальна – 26,78°C, а середня мінімальна – -2,93°C. Середня річна кількість опадів – 487 мм.
| Клімат поселення                              | Клімат поселення | Клімат поселення | Клімат поселення | Клімат поселення | Клімат поселення | Клімат поселення | Клімат поселення | Клімат поселення | Клімат поселення | Клімат поселення | Клімат поселення | Клімат поселення | Клімат поселення |
| Показник                                      | Січ.             | Лют.             | Бер.             | Квіт.            | Трав.            | Черв.            | Лип.             | Серп.            | Вер.             | Жовт.            | Лист.            | Груд.            |                  |
| Середній максимум, °C                         | 9,32             | 8,72             | 10,51            | 15,24            | 20,22            | 24,98            | 26,78            | 26,47            | 21,96            | 18,92            | 13,24            | 9,65             |                  |
| Середня температура, °C                       | 3,51             | 2,90             | 4,69             | 9,42             | 14,41            | 19,15            | 22,38            | 22,06            | 17,56            | 14,50            | 8,82             | 5,25             |                  |
| Середній мінімум, °C                          | −2,33            | −2,93            | −1,12            | 3,59             | 8,58             | 13,34            | 17,97            | 17,66            | 13,15            | 10,10            | 4,42             | 0,83             |                  |
| Норма опадів, мм                              | 41               | 38               | 56               | 58               | 40               | 20               | 12               | 18               | 38               | 58               | 49               | 59               |                  |
| Середньомісячна швидкість вітру, м/с          | 2.13             | 2.52             | 2.55             | 2.63             | 2.24             | 2.23             | 2.45             | 2.29             | 1.93             | 2.00             | 2.03             | 2.07             |                  |
| Середньомісячна сонячна радіація, кДж/м²·день | 7215             | 9653             | 11871            | 16096            | 19991            | 22851            | 23601            | 20080            | 16687            | 11675            | 8824             | 6875             |                  |
| --------------------------------------------- | ---------------- | ---------------- | ---------------- | ---------------- | ---------------- | ---------------- | ---------------- | ---------------- | ---------------- | ---------------- | ---------------- | ---------------- | ---------------- |
| Джерело:                                      |                  |                  |                  |                  |                  |                  |                  |                  |                  |                  |                  |                  |                  |